# Socket 4
Socket 4 — роз'єм для мікропроцесорів, призначений для установки процесорів Intel Pentium першого покоління (моделі на основі ядра P5 з частотою 60 та 66 Мгц). Напруга живлення, що надається сокетом — 5В. Кількість контактів — 273, які розташовані у вигляді матриці 21х21, з кроком 0,1", та у 4 ряди. Цей тип роз'єму, також, підтримує процесори Pentium Overdrive, що мають внутрішню схему подвоєння частоти шини та працюють, відповідно, на частотах 120 і 133 Мгц.